# Scelio scottusae
Scelio scottusae är en stekelart som beskrevs av Dmitriy Alekseevich Ogloblin 1965. Scelio scottusae ingår i släktet Scelio och familjen Scelionidae. Inga underarter finns listade i Catalogue of Life.